# Damghan
Damghan (pers. دامغان) – miasto w Iranie, w ostanie Semnan. W 2006 roku miasto liczyło 57 331 mieszkańców w 15 849 rodzinach.